# Rancho Carpio
Rancho Carpio är en ort i Mexiko.   Den ligger i kommunen Guerrero och delstaten Chihuahua, i den nordvästra delen av landet, 1 300 km nordväst om huvudstaden Mexico City. Rancho Carpio ligger 2 004 meter över havet och antalet invånare är 194.
Terrängen runt Rancho Carpio är platt åt nordost, men åt sydväst är den kuperad. Runt Rancho Carpio är det mycket glesbefolkat, med 7 invånare per kvadratkilometer. Närmaste större samhälle är Sáenz, 16,3 km sydost om Rancho Carpio. Trakten runt Rancho Carpio består till största delen av jordbruksmark.